# Prins Gustaf af Sverige
 Der er flere personer med dette navn, se Prins Gustaf.
Prins Gustaf af Sverige, Hertug af Uppland (Frans Gustaf Oskar; 18. juni 1827 – 24. september 1852) var en svensk og norsk prins. Han var den anden søn af Kong Oscar 1. og Dronning Josefine. Han bar titlen hertug af Uppland.
Gustaf var en i alle henseender rigt udstyret personlighed. Med stor begavelse forenede han en sjælden renhed i karakteren. Hans popularitet var også meget stor.
Gustaf havde stor musikalsk begavelse og var særlig en fremragende komponist, i særdeleshed på kvartetsangens område. Til flere af de mest kendte studentersange har han sat melodi, således for eksempel til Sjung om studentens lyckliga dag.
Gustaf har tillige skrevet en fremstilling af Rigsdagen 1655. Sommeren 1852 havde Gustaf med sine forældre opholdt sig i Tyskland. Næppe hjemkommet derfra blev han syg af nervefeber og døde i Kristiania. Hans tidlige død vakte en almindelig og dyb sorg.